# Francesco
Francesco (v italském originále Francesco) je italsko-německý životopisný film z roku 1989. Režisérkou filmu je Liliana Cavani. Hlavní role ve filmu ztvárnili Mickey Rourke, Helena Bonham Carter, Andréa Ferréol, Nikolaus Dutsch a Peter Berling.

## Obsazení
| Mickey Rourke        | Francesco          |
| Helena Bonham Carter | Chiara             |
| Andréa Ferréol       | Francescova matka  |
| Nikolaus Dutsch      | kardinál Colonna   |
| Peter Berling        | Bishop Guido       |
| Hanns Zischler       | papež Innocent III |
| Mario Adorf          | kardinál Ugolino   |
| Paolo Bonacelli      | Francescův otec    |